# Maywood Park
Maywood Park is een plaats (city) in de Amerikaanse staat Oregon, en valt bestuurlijk gezien onder Multnomah County.

## Demografie
Bij de volkstelling in 2000 werd het aantal inwoners vastgesteld op 777. In 2006 is het aantal inwoners door het United States Census Bureau geschat op 747, een daling van 30 (-3,9%).

## Geografie
Volgens het United States Census Bureau beslaat de plaats een oppervlakte van 0,4 km², geheel bestaande uit land.

## Plaatsen in de nabije omgeving
De onderstaande figuur toont nabijgelegen plaatsen in een straal van 12 km rond Maywood Park.